# 笠置晴菜
笠置 晴菜（かさぎ はるな、1999年2月21日 - ）は、日本の女子バスケットボール選手である。ポジションはガード。大分県出身。Wリーグのデンソーアイリス所属。

## 来歴
昭和学院高校在学中、U16アジアカップ日本代表に選出。
卒業後、デンソーに加入。2017年のU19ワールドカップ日本代表に選出。
2021年、三菱電機コアラーズに移籍。
2025年、三菱電機を退団。デンソーに復帰。

## 経歴
- 昭和学院高 - デンソー（2017年-2021年）- 三菱電機（2021年-2025年） - デンソー（2025年-）

## 日本代表歴
- 2015 U16アジアカップ
- 2017 U19ワールドカップ